# 五フッ化塩素
五フッ化塩素（ごフッかえんそ、英: Chlorine pentafluorideは化学式ClF5
で表される、フッ素と塩素からなるハロゲン間化合物。1963年に初めて合成された。四角錐形の分子構造を持つ。

## 生成
当初は三フッ化塩素とフッ素とを高温高圧下で反応させた。また、四フッ化塩素カリウム(KClF4)や四フッ化塩素ルビジウム(RbClF4), 四フッ化塩素セシウム(CsClF4)などとフッ素との反応により五フッ化塩素とフッ化カリウム・フッ化ルビジウム・フッ化セシウムが生成する。1981年には、フッ化ニッケル(II)が五フッ化塩素生成のための優れた触媒であることが発見された。
{\displaystyle {\ce {{ClF3}+ F2 -> ClF5}}}
{\displaystyle {\ce {{ClF}+ 2F2 -> ClF5}}}
{\displaystyle {\ce {{Cl2}+ 5F2 -> 2ClF5}}}
{\displaystyle {\ce {{CsClF4}+ F2 -> {CsF}+ ClF5}}}

## 反応
加水分解により、過塩素酸フッ素(fluorine perchlorate、FClO4)とフッ化水素を生じる。強力なフッ素化剤であり、衝撃により三フッ化塩素とフッ素とに分解する。
{\displaystyle {\ce {{ClF5}+ 2H2O -> {ClO2F}+ 4HF}}}